# Hundinurga
Koordinaten: 59° 22′ N, 27° 54′ O
Hundinurga ist ein Dorf (estnisch küla) in der Stadtgemeinde Narva-Jõesuu (bis 2017 Landgemeinde Vaivara). Es liegt im Kreis Ida-Viru (Ost-Wierland) im Nordosten Estlands.
Das Dorf hat 15 Einwohner (Stand 1. Januar 2012).